# Paul Jeute
Paul Jeute (Pseudonym Micul Dejun; * 1981 in Dresden) ist ein deutscher Schriftsteller und Historiker.

## Leben
Paul Jeute wuchs in Dresden auf. Bis 1989 bereiste er mit seiner Familie regelmäßig Rumänien.
Paul Jeute studierte an den Universitäten von Dresden, Halle, Prag und Hermannstadt/Sibiu (Rumänien) Geschichte und Kunstgeschichte. Seine Magisterarbeit wurde 2013 in überarbeiteter Form als Buch mit dem Titel Bukarest. Mythen, Zerstörung, Wiederaufbau. Eine architektonische Stadtgeschichte. gedruckt. Jeute schrieb Artikel für die Kulturredaktionen der Prager Zeitung und der Allgemeinen Deutschen Zeitung für Rumänien. 2010 begründete Jeute die Offspace-Galerie Fischladen in Dresden. Sie existierte bis 2012. Danach war Paul Jeute Student am Deutschen Literaturinstitut Leipzig. Zwischen 2008 und 2012 präsentierte er dokumentarische Foto-Ausstellungen im Kaukasus und in Südosteuropa.
Literarische Texte veröffentlicht er unter dem Pseudonym Micul Dejun (rumänisch für Frühstück). Unter diesem Namen veröffentlicht er auch in unregelmäßigen Abständen Beiträge im Suhrkamp-Logbuch. Paul Jeute lebte als freier Autor, Kulturhistoriker und Lektor in Leipzig. Er wurde mit Stipendien u. a. in Schöppingen, Stuttgart, Šamorín (Slowakei) und Jagniątków (Polen, 2021) ausgezeichnet.
Am 1. Januar 2022 übernahm Paul Jeute die Leitung des Museums Segeberger Bürgerhaus in Bad Segeberg.

## Publikationen

### Literarische Texte
- Micul Dejun & Ludwig Giersch: Unde Este Europa? Eine Reise zwischen Balkan und Kaukasus = Wo ist Europa? Mehrsprachige Ausgabe. Schiller, Bonn / Hermannstadt 2009, ISBN 978-3-941271-18-0.
- Rzehak, Johanna / Meinhardt, Klara / Nestler, Michael / Dejun, Micul: Buried in concrete. Eine Gemeinschaftsproduktion. Die Verlagsgesellschaft, Dresden 2013, ISBN 978-3-940418-56-2.
- Micul Dejun, Alwin von Mislowitz zu Seckendorf: Bilder aus Plagwitz, Leutzsch und Lindenau. SuKuLTuR, Berlin 2014, ISBN 978-3-95566-039-0.
- Micul Dejun: Was an uns vorbeizieht. Notizen zwischen Beijing und Dunhuang. hochroth Verlag, Leipzig 2018, ISBN 978-3-903182-25-7.
- Róža Domašcyna, Axel Helbig (Hrsg.): Weltbetrachter. Neue Lyrik. Eine Anthologie aus Sachsen. poetenladen, Dresden 2020, ISBN 978-3-948305-07-9.
- Paul Jeute: Solche Orte. Möglichkeiten einer Reise. In: Skizzenbücher. Nr. #23. Trottoir Noir, Leipzig 2024, ISBN 978-3-945849-30-9, S. 128.

### Geschichtliche und kunstbezogene Texte
- Paul Jeute: Der geköpfte Hahn - Die Verfilmung eines Romans oder das Schicksal der Siebenbürger Sachsen. GRIN-Verlag, München 2012, ISBN 978-3-656-13855-6.
- Paul Jeute, Stephan Franck (Hrsg.): Fischladen. Ausstellungskatalog. Die Verlagsgesellschaft, Dresden 2012, ISBN 978-3-940418-49-4.[5]
- Paul Jeute: Bukarest. Mythen, Zerstörung, Wiederaufbau. Eine architektonische Stadtgeschichte. Schiller Verlag, Bonn / Hermannstadt : 2013, ISBN 978-3-944529-17-2.

## Auszeichnungen
- 2010 DAAD-Stipendium der Scoala de Vara in Moldawien und in der Ukraine[10]
- 2012 Stipendium im Künstlerdorfes Schöppingen[11]
- 2013/14 Teilnahme am Literaturkurs des Literaturforums im Brecht-Hauses in Berlin[12][13]
- 2014 Präsenz-Stipendium im Stuttgarter Schriftstellerhaus[14][3][15]
- 2015 Stipendium der Künstlerstadt Kalbe[16]
- 2017 Stipendium der Kulturstiftung des Freistaates Sachsen (KdFS) im Programm Auswärtsspiel in Samorin, Slowakei[17][18]
- 2021 Zweimonatiges Residenzstipendium der KdFS in Jagniątków, Polen[19]